# Geranomyia intermedia
Geranomyia intermedia är en tvåvingeart som först beskrevs av Walker 1848.  Geranomyia intermedia ingår i släktet Geranomyia och familjen småharkrankar. Inga underarter finns listade i Catalogue of Life.